# 山口岳志
山口 岳志（やまぐち たかし、1934年1月13日 - 1993年4月5日）は、日本の地理学者、東京大学教養学部教授。都市地理学と北アメリカ地域研究を専攻し、地理学における計量革命の初期段階にあったアメリカ合衆国やカナダなどにおける研究動向を日本の学界に紹介するとともに、日本における応用研究にも取り組み、主成分分析を用いた都市機能分類などで先駆的業績を挙げた。

## 経歴
福岡県生まれ。1952年、東京都立立川高等学校卒業。1958年、東京大学理学部地学科地理学課程卒業。同年、第1回カナダ政府留学生としてトロント大学大学院に留学、修士（MA）取得後、1960年からペンシルベニア州立大学大学院博士課程に学ぶ。1963年、東京大学教養学部アメリカ研究センター研究員（事実上の助手）。その後、駒澤大学（1965年 - 1973年）、北海道大学（1973年 - 1975年）を経て、1975年に東京大学教養学部助教授となり、1983年に教授に昇任した。この間、1970年に、「都市の機能に関する地理学的研究」により理学博士（東京大学）を取得した。
1994年3月には、当時60歳であった東京大学の定年を迎える予定であったが、定年退職まで1年足らずを残して在職のまま死去した。
愛煙家であった。